# Nadenberg

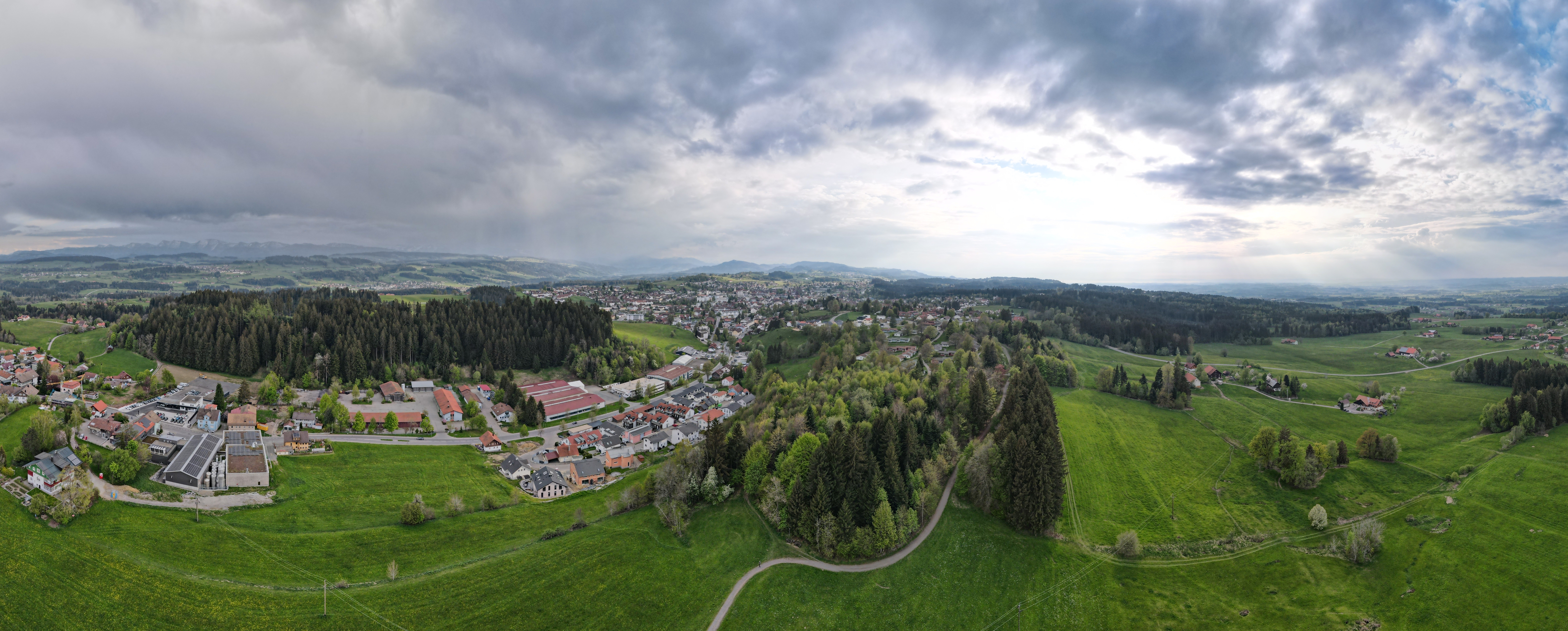
Nadenberg von oben mit Blick nach West

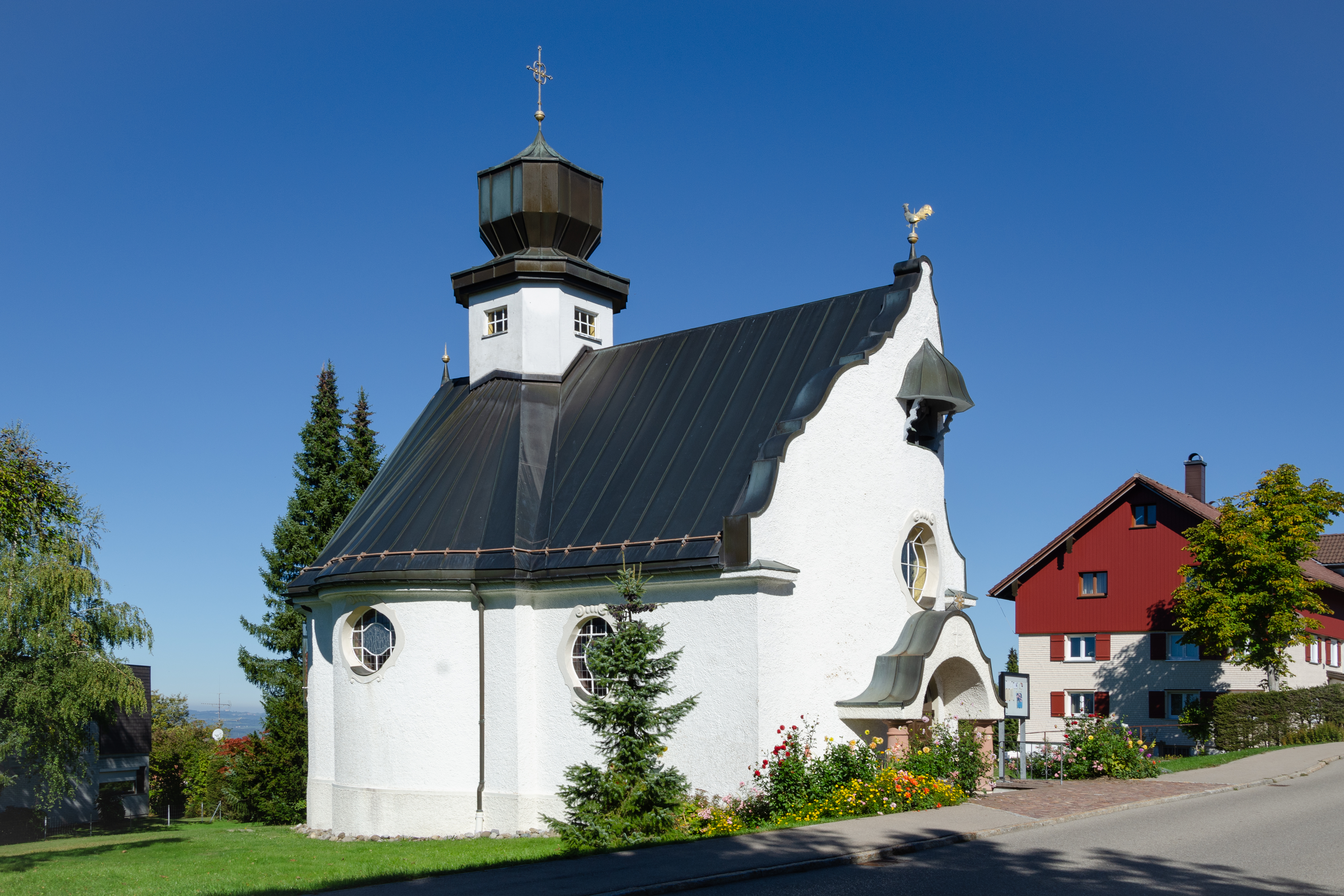
Kapelle St. Martin

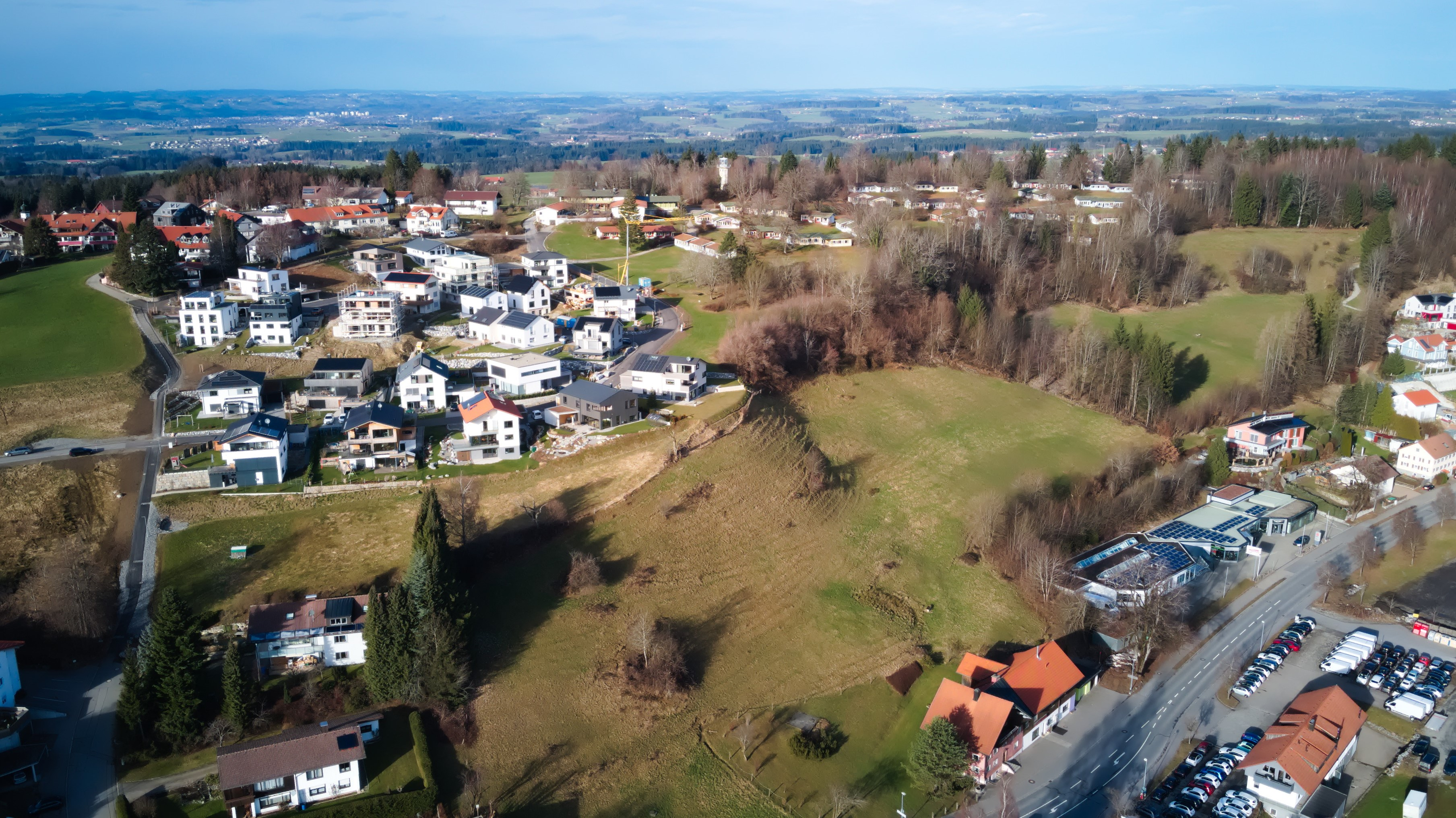
Gemeindeteil Nadenberg von Süden

Nadenberg (westallgäuerisch: Nodəbərg, m’ Nodəbərg doba) ist ein Gemeindeteil der Stadt Lindenberg im Allgäu im bayerisch-schwäbischen Landkreis Lindau (Bodensee).

## Geographie
Das Dorf grenzt baulich unmittelbar an das Stadtgebiet von Lindenberg und wird daher seit 1987 dem Stadtgebiet zugeordnet. Der Ort liegt an der 819 m hohen gleichnamigen Erhebung und zählt zur Region Westallgäu.

## Ortsname
Der Ortsname setzt sich aus dem Familiennamen Nad sowie dem Grundwort -berg zusammen und bedeutet (Siedlung am) Berg des Nad.

## Geschichte
Die Erstnennung Nadenbergs erfolgt im Jahr 1758, als die Vereinödung der Ortschaft mit 13 Teilnehmern stattfand. Zu dieser Zeit zählte Nadenberg neun landwirtschaftliche Anwesen. Nadenberg gehörte einst zum Gericht Kellhöfe in der Herrschaft Bregenz. Im Jahr 1910 wurde die Kapelle und im Jahr 1911 ein Aussichtsturm namens Siebenländerblick eröffnet.

### Feriendorf
1960 eröffnete auf dem Nadenberg der damalige Regierende Bürgermeister Berlins Willy Brandt das Familienferiendorf Berliner Dorf mit 74 Häusern. Die Deutsche Fernsehlotterie errichtete das Feriendorf für die Stiftung Hilfswerk Berlin. Wesentlichen Anteil an der Auswahl des Standorts Nadenberg hatte der Gründer des Hilfswerks Berlin Rudolf Prestel, der Nadenberg aus seiner Jugend kannte. Für ihn wurde nach seinem Tod ein Gedenkstein im Dorf angebracht. 1962 besuchte Bundespräsident Heinrich Lübke zum Tag der Deutschen Einheit das Dorf. 1963 wurden weitere 34 Ferienhäuser eröffnet. Mit der deutschen Wiedervereinigung wurde die Stiftung Hilfswerk Berlin aufgelöst und später das Feriendorf in Bayernpark Lindenberg umbenannt. 2019 begann der teilweise Abriss für ein Neubaugebiet.

### Heinrich Brauns
1926 zog durch Otto Geßler der Reichsarbeitsminister Heinrich Brauns nach Nadenberg. Er sanierte in den folgenden Jahren die Martinskapelle, in der er gelegentlich Gottesdienste abhielt. Brauns’ Initiative eine Heilstätte in Nadenberg zu errichten wurde schlussendlich in Ried verwirklicht. Er empfing in Nadenberg namhafte Persönlichkeiten, so zum Beispiel den späteren Papst Pius XII.

## Persönlichkeiten
- Heinrich Brauns (1868–1939), Reichsarbeitsminister und Theologe, lebte ab 1926 in Nadenberg